# 玛雅·拉杰什瓦兰
玛雅·拉杰什瓦兰·雷瓦蒂（Maaya Rajeshwaran Revathi，2009年6月12日—），印度女子网球运动员。
玛雅父母Revathi（雷瓦蒂）和Rajeshwaran（拉杰什瓦兰）都是泰米尔人，出生在哥印拜陀。她8岁开始打网球，并在10岁时决定成为职业选手，因为她喜欢竞争，并享受在压力下比赛。雷瓦蒂在13岁时开始参加ITF青少年巡回赛，赢得了一些比赛，成为排名前60的青少年选手。她的才华被拉法·纳达尔学院发现，并通过电子邮件收到了邀请，目前在纳达尔学院训练。
2025年，她在印度本土举行的WTA125赛事孟买网球公开赛上，她作为资格赛外卡选手参赛。她击败了伊琳娜·希曼诺维奇、扎里娜·迪雅絲和山口芽生成功进入半决赛。最终，她输给了赛会5号种子伊尔·泰希曼。雷瓦蒂是第一位出生于2009年并能在这一水平的赛事中打入正赛半决赛的选手。